# Snopes
Snopes (anglická výslovnost /snoʊps/), dříve znám jako the Urban Legends Reference Pages, je fact-checkingový web.

## Historie
Snopes vznikl v roce 1994 jako online projekt zkoumající mýty, podvodné zprávy (tzv. hoax) a folklór. Zakladatel je David Mikkelson, ke kterému se později přidala jeho žena.

## Spolupráce se Snopes
Mezi partnery ověřovací služby Fact Check Tools od společnosti Google je i Snopes.

## Zmínky o Snopes na českém internetu
Pro ověřování informací ze zahraničních zpráv doporučují službu Snopes např. zpravodajský server Českého rozhlasu iROZHLAS nebo český server snažící se upozorňovat na podvodné e-maily a poplašné zprávy Hoax.cz.